# St. Michael (Poing)

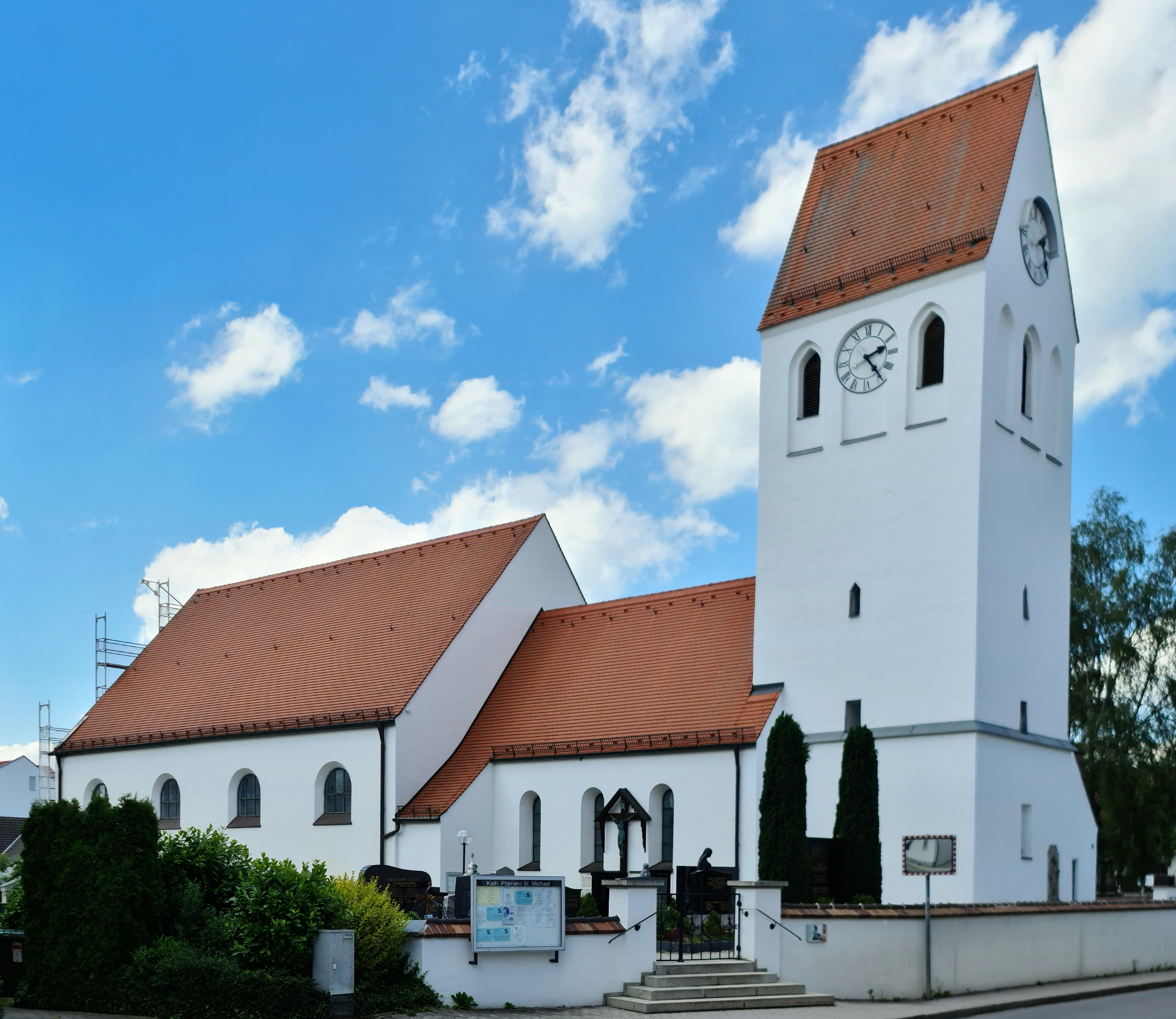
St. Michael von Südosten

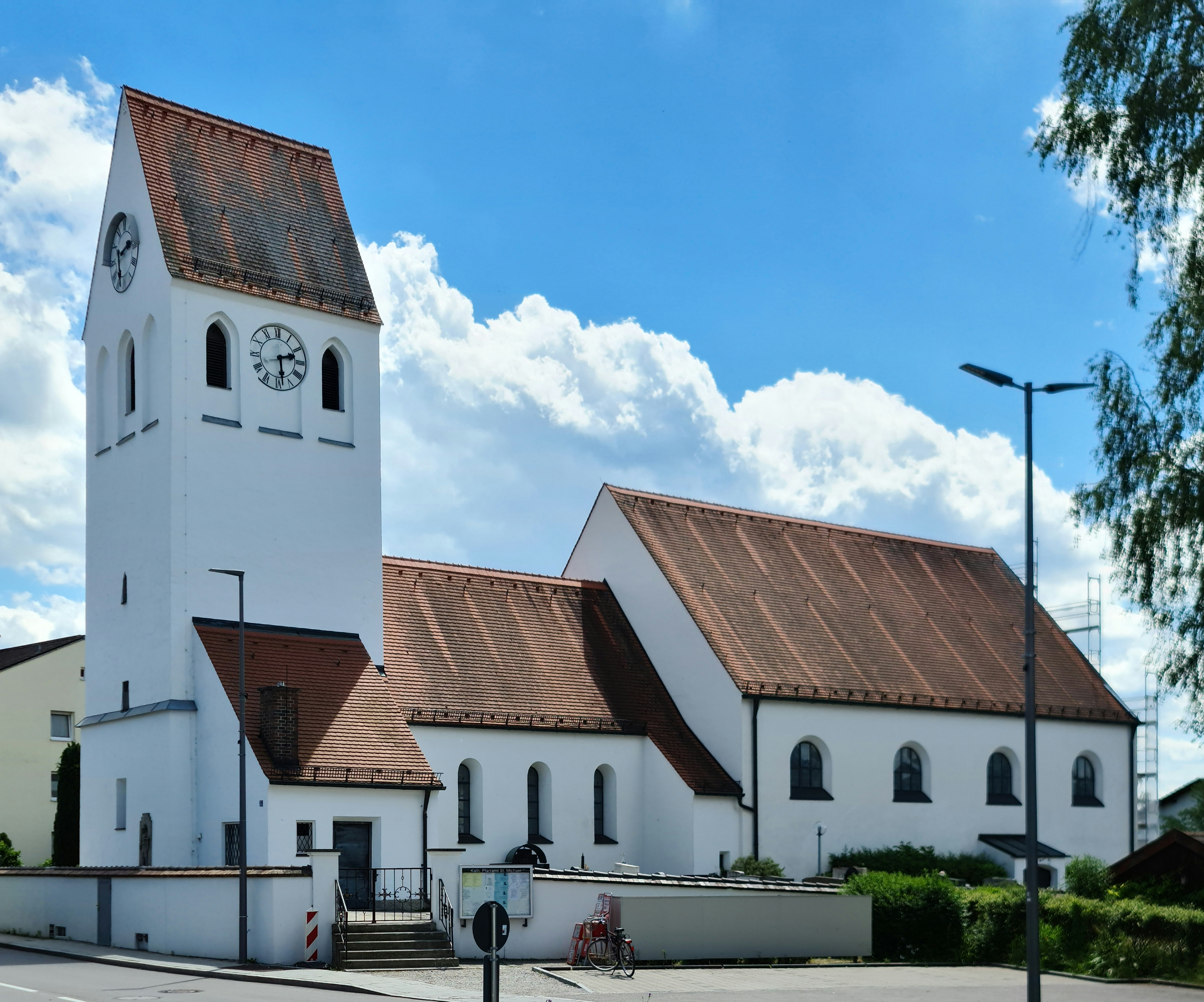
St. Michael von Nordosten

St. Michael ist die alte Pfarrkirche in Poing im oberbayerischen Landkreis Ebersberg. Die Pfarrei Poing gehört zum Dekanat Ebersberg des Erzbistums München und Freising.

## Beschreibung
Der Kirchturm, ein ehemaliger Wehrturm aus der Karolingerzeit, begründet den Denkmalschutz. Im 8. Jahrhundert entstand neben dem Turm eine Kapelle. 1052 wurde die erste Kirche in Form einer Chorturmkirche gebaut.
1954, als die Kirche zu klein geworden war, entstand die jetzige Gestalt. Von Friedrich Ferdinand Haindl wurde die Rückwand der Kirche abgerissen und ein Kirchenschiff angebaut, wodurch Höhenunterschiede im Inneren und Äußeren entstanden. Das alte Langhaus wurde zum Chor, der ehemalige Chor wurde zur Sakristei. 
Die Kirche bietet Platz für 220 Besucher.

## Orgel
Die Orgel mit 43 Registern auf drei Manualen und Pedal wurde 1987 von Manufacture d’Orgues Muhleisen gebaut. Die Disposition lautet:
| II Hauptwerk    |       |
| Bourdon         | 16′   |
| Montre          | 8′    |
| Flûte à fuseaux | 8′    |
| Octave          | 4′    |
| Flûte           | 4′    |
| Octave          | 2′    |
| Fourniture IV   | 1 ⁄3′ |
| Cymbale III     | 1′    |
| Cornet V        | 8′    |
| Trompette       | 8′    |
| Tremblant       |       |

| I Rückpositiv    |        |
| Bourdon          | 8′     |
| Salicional       | 8′     |
| Montre           | 4′     |
| Flûte à cheminée | 4′     |
| Nazard           | 2 ⁄3′  |
| Doublette        | 2′     |
| Tierce           | 1 3⁄5′ |
| Larigot          | 1 ⁄3′  |
| Cymbale III      | 1′     |
| Cromorne         | 8′     |
| Tremblant        |        |

| III Schwellwerk  |        |
| Flûte harmonique | 8′     |
| Viole de Gambe   | 8′     |
| Voix céleste     | 8′     |
| Principal        | 4′     |
| Flûte octaviante | 4′     |
| Quinte           | 2 ⁄3′  |
| Octavin          | 2′     |
| Tierce           | 1 3⁄5′ |
| Picolo           | 1′     |
| Plein Jeu III-V  | 2′     |
| Bombarde         | 16′    |
| Trompette        | 8′     |
| Hautbois         | 8′     |
| Clairon          | 4′     |
| Tremblant        |        |

| Pedal        |     |
| Principal    | 16′ |
| Soubbasse    | 16′ |
| Octavbasse   | 8′  |
| Flûte        | 8′  |
| Principal    | 4′  |
| Plein Jeu IV |     |
| Posaune      | 16′ |
| Trompette    | 8′  |
| Clairon      | 4′  |

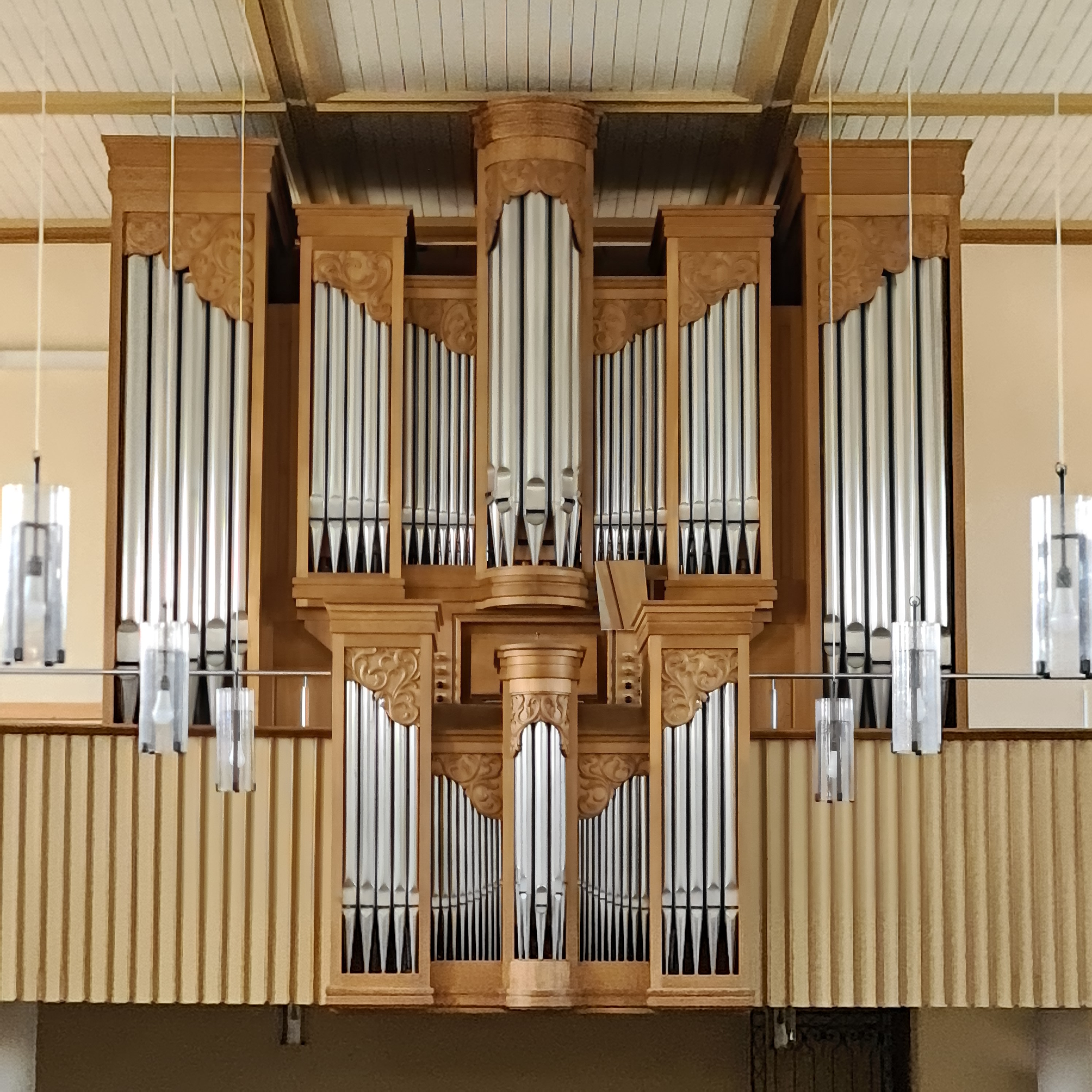
Die Orgel

- Koppeln: I/II, III/II, III/I, I/P, II/P, III/P
- Spielhilfen: Crescendo, Appel Anches (für jedes Werk), Organo Pleno, elektronische Setzeranlage mit 8 × 8 Kombinationen
- Bemerkungen: Schleiflade, vollmechanisch, doppelte Registertraktur für elektronische Setzeranlage

## Neue Pfarrkirche
2018 wurde der größere Neubau Kirche Seliger Pater Rupert Mayer von Andreas Meck (1959–2019) die Pfarrkirche von Poing.